# Kościół Podwyższenia Krzyża Świętego w Krakowie (ul. Witosa)
Kościół Podwyższenia Krzyża Świętego – kościół rzymskokatolicki znajdujący się w Krakowie, w dzielnicy XI Podgórze Duchackie przy ul. W. Witosa 9, na osiedlu Kurdwanów Nowy. Jest świątynią parafialną Parafii Podwyższenia Krzyża Świętego. Posługę pełnią księża diecezjalni. Kościół wykonano w stylu postmodernistycznym według projektu architekta Olgierda Krajewskiego.

## Historia
Pomysły wybudowania kościoła na nowo powstałym osiedlu Kurdwanów pojawiły się po raz pierwszy w 1984 r. W Wielki Piątek 4 kwietnia 1985 roku został wzniesiony i poświęcony krzyż na placu pod budowę kościoła. 29 stycznia 1986 władze dzielnicy wydały oficjalną zgodę na budowę. Zasadnicze prace budowlane zaczęły się jednak dopiero w 1989 r. Od 1993 r. sprawowano liturgię w nawie głównej kościoła, będącej w stanie surowym. Prace wykończeniowe zakończono w 1998 r. Rok później świątynia otrzymała organy. Zwieńczaniem prac nad budową świątyni było poświęcenie trzech dzwonów i konsekracja kościoła, jaka dokonała się 31 grudnia 2001 r. za pośrednictwem kard. Franciszka Macharskiego.